# الرابطة العالمية للقراءة
الرابطة العالمية للقراءة تأسست في الولايات المتحدة الأمريكية عام 1956، تضم الرابطة في عضويتها معلمّين ومتخصصين في القراءة ومستشارين وإداريين، وأساتذة جامعات وباحثين وعلماء نفس وأمناء مكتبات ومتخصصين في علوم الاتصال وطلاب وآباء وأمهات.

## أهداف الرابطة
تسعي لنشر مستوى رفيع من التعليم من خلال تطوير وتحسين تعليم القراءة من خلال دراسة عمليات وآليات تعليم القراءة الحالية، كما تقوم الرابطة بدور المنسق في مجال البحوث حول التعليم من خلال المؤتمرات و المجلات و المطبوعات وجعل القراءة عادة تستمر مع الإنسان طوال حياته. كما حددت الرابطة خمسة أهداف أساسية لتحقيق رسالتها المنشودة.